# Głuchów-Lasy
Głuchów-Lasy is een plaats in het Poolse district  Kielecki, woiwodschap Święty Krzyż. De plaats maakt deel uit van de gemeente Raków en telt 90 inwoners.